# Овчинниково (Алтайский край)
Овчинниково — село в Косихинском районе Алтайского края России. Входит в состав Контошинского сельсовета. Малая родина Героя Советского Союза А. С. Смышляева.

## Топоним
Прежнее именование — деревня Овчинникова

## География
Село расположено на правом берегу реки Бобровка (приток Оби). Расстояние от села до районного центра с. Косиха — 25 км на север, а до сельского совета (с. Контошино) 6 км.
К селу прилегали деревни: на юго-западе — Горюшино, на юго-востоке — Косолапиха, на западе — Серебрянка, на северо-востоке — Луговская.
Рельеф — холмистая равнина.
Овчинниково находится в умеренном климатическом поясе. Климат резко континентальный. Средняя январская температура −18 С; средняя июльская температура +19 С. Годовое количество осадков — 250 мм. Продолжительность солнечного сияния 1900 часов. Суммарная радиация летом 70 — 80 ккал., зимой —[уточнить] 30 — 40 ккал. Увлажнение достаточное = 1,2 — 1,4.
По территории села протекают три реки: Бобровка, Серебрянка, Налобиха. В настоящее время реки мелководные.
На западе от села расположена заболоченная местность.
На левом берегу реки Бобровки — пойменные луга. Лесообразующей породой является берёза. Она составляет вместе с осиной верхний ярус. Очень много лекарственных растений. Есть растения, которые занесены в Красную книгу: венерин башмачок, ятрышник шлемолистный, кандык сибирский, пион дикий, прострел.
В настоящее время состояние растительности ухудшается. Уменьшилось количество растений в результате нарушения экологического равновесия. Причин несколько. Одна из них — уменьшение численности полезных насекомых и птиц в результате обработки полей ядохимикатами от вредителей и сорняков, леса от таёжного клеща. Вторая основная причина — экологическая безграмотность населения.
Фауна: лоси, косули, зайцы, суслики, бобры, бурундуки, барсуки, ондатры, мелкие животные, птицы.

## История
Образование села началось с приходом русских — старообрядцев. Пришедшие русские люди селились по 2 — 3 семьи по берегам рек Бобровка, Серебрянка.
Входило село в Верх-Чумышскую волость. С 1865 по 1882 год в волость прибыло из российских губерний и сибирских областей 837 душ. Приезжали и крестьяне из центральной России. В селе насчитывалось 25 дворов, затем постепенно их численность увеличивалась.
По данным переписи населения 1928 года на современной территории села находилось множество поселков: Овчинниково, Пролетарское, Луговское, Набережный, Косолапиха, в которых насчитывалось около 500 человек.
В Овчинниково находился религиозный центр — православная церковь. Православные русские пришли несколько позднее в поисках свободных земель. Семьи были небольшие, в основном состоящие из 5 человек. Грамотными считались те, кто умел читать. Таких насчитывалось — 25, неграмотных — 18.
По данным переписи населения 1928 г. можно сделать вывод, что село Овчинниково было зажиточным: середняков — 18, кулаков — 14, бедняков — 11.
Позднее некоторые небольшие посёлки исчезли. Жители либо переезжали в другие посёлки, либо были раскулачены и высланы. Уже в 1940 г. (данные переписи 1940 г.) произошло исчезновение малых сёл и укрупнение таких, как Луговское — 34 семьи, п. Вознесенкий — 37 семей, Серебрянка — 11 семей, Овчинниково — 112 семей.
Население к 1940-м годам стало грамотным (исключение составляли 70 — 80-летние старики). Семьи укрупнялись, и теперь наибольшее количество семей насчитывало до 8 человек.
В 1940-е годы несколько изменился национальный состав населения. Наряду с русскими проживали и чуваши. Их насчитывалось 18 семей, в которых проживало 99 человек. С 1941 г. произошло массовое вынужденное переселение немцев с Поволжья, а именно из Саратовской области с. Пшеничное, но они в перепись населения 1940—1942 г.г. не вошли. Таким образом, население с 1940—1942 г.г. составило 1362 человека. Мужчин насчитывалось 672 человека, женщин — 690 человек.
Великая Отечественная война внесла свои коррективы. В период с 1941 г. по 1942 г. ушло на фронт 126 человек.
В 1960-е годы в связи с политикой укрепления сёл исчезли такие сёла как Луговское, Горюшино. Часть жителей переехала в с. Налобиху, с. Контошино, г. Барнаул.

## Население
| 1997 | 1998 | 1999 | 2000 | 2001 | 2002 | 2003 |
| ---- | ---- | ---- | ---- | ---- | ---- | ---- |
| 383  | ↗398 | ↗413 | ↗419 | ↗444 | ↘342 | ↗368 |
| 2004 | 2005 | 2006 | 2007 | 2008 | 2009 | 2010 |
| ↘356 | →356 | ↗363 | ↘361 | ↘344 | ↘319 | ↘308 |
| 2011 | 2012 | 2013 |      |      |      |      |
| ↘238 | ↘220 | ↘203 |      |      |      |      |

## Известные уроженцы, жители
В Овчинниково родился Герой Советского Союза Афанасий Смышляев.

## Инфраструктура
Личное подсобное хозяйство с зоной сельскохозяйственного использования, индивидуальная застройка усадебного типа.
Основа экономики — сельское хозяйство.
Овчинниковская ООШ — филиал МБОУ Контошинская СОШ

## Транспорт
Остановка общественного транспорта «Овчинниково» находится в центре села.
До железной дороги Барнаул-Бийск 1 км. В 4 км от села проходит федеральная трасса Барнаул — Бийск («Чуйский тракт»).